# No-show
Noshow é o termo usado pelas companhias aéreas para os passageiros reservados que não se apresentam para o embarque. O termo, de origem inglesa e que significa «não compareceu», também é usado no ramo da hotelaria para o hóspede que tinha reserva confirmada e não efetuou o cancelamento no prazo estipulado.

## Características
Um noshow classifica-se em voluntário e involuntário: o voluntário é aquele passageiro que, por vontade própria e sem cancelar sua reserva, simplesmente não comparece ao balcão para o embarque, o que teoricamente poderia resultar em prejuízo para o transportador, caso não houvesse overbooking para compensar esse assento; já o no-show involuntário é aquele passageiro que não comparece ao embarque devido motivos alheios à sua vontade.
O passageiro classificado como no-show voluntário pode sofrer penalidade mediante pagamento da tarifa, caso essa cláusula esteja estipulada em contrato de transporte. Já o passageiro classificado como no-show involuntário (se causado por negligência ou descumprimento de contrato de transporte por parte da companhia área responsável) pode pedir indenização a esta.